# Stanislav Varga
Stanislav Varga (* 8. Oktober 1972 in Lipany) ist ein ehemaliger slowakischer Fußballspieler.

## Karriere
Der 1,82 Meter große Abwehrspieler begann seine Karriere 1993 beim 1. FC Tatran Prešov, ehe er im Jahr 1998 zum ŠK Slovan Bratislava wechselte. Zur Saison 2000/01 wechselte er in die Premier League zum AFC Sunderland. Am Ende der Saison 2001/02 spielte er auf Leihbasis für West Bromwich Albion. Aufgrund einer langen Verletzungszeit konnte er nicht an die alten Stärken anknüpfen. Von 2003 bis 2006 stand er bei dem Verein Celtic Glasgow unter Vertrag. Am 31. August 2006 kehrte er nach Sunderland zurück, der Verein wurde vom Trainer Roy Keane trainiert. Roy Keane ist ein ehemaliger Kollege vom Verein Celtic. Der Verein kaufte Stanislav und Ross Wallace für zusammen 1,1 Millionen Euro. Sein kraftvollerer Einsatz in der Abwehr machte ihm zum Publikumsliebling. Nach einer Leihfrist im Jahr 2008 beim FC Burnley und zehn absolvierten Ligaspielen dort, beendete Varga seine aktive Karriere. Seitdem ist er als Trainer in seinem Heimatland tätig.
Von 1997 bis 2006 spielte Varga für die slowakischen Nationalmannschaft in 54 Spielen (2 Tore).

## Titel und Erfolge
Celtic Glasgow
- Scottish Premier League (2): 2004, 2006
- Scottish FA Cup (2): 2004, 2005
- Scottish League Cup (1): 2006

AFC Sunderland
- Football League Championship (1): 2007